# Jornal Ciclismo
O Jornal Ciclismo é um jornal quinzenal português especializado em ciclismo de estrada e Mountain bike, com sede na freguesia de Rio Tinto e editado por Ciclo Cultural, CRL. 
O jornal começou por ser de distribuição gratuita em locais de corridas e em lojas de bicicletas etc. A partir de 7 de Março de 2008 passa a ser vendido nas bancas. O Jornal Ciclismo foi criado em julho de 2007 e apresenta uma tiragem de 5.000 exemplares por edição (dados da editora).